# Блюмин, Семён Львович
Семён Львович Блюмин (1942—2023) — российский учёный в области прикладной математики, доктор физико-математических наук (1990), профессор (1992), заслуженный деятель науки РФ (1999).

## Биография
Родился 07.09.1942 г. в Новокузнецке Кемеровской области.
Окончил Днепропетровский государственный университет (1964) и аспирантуру — 1968, с защитой кандидатской диссертации:
- Некоторые вопросы приближения функций полиномами по мультипликативным системам : диссертация … кандидата физико-математических наук : 01.00.00. — Днепропетровск, 1968. — 131 с.

С 1970 г. работал в Липецком государственном техническом университете: старший преподаватель, доцент, профессор кафедры прикладной математики.
Доктор физико-математических наук (1990). Учёные звания: доцент (1974), профессор (1992). Докторская диссертация:
- Математическая теория автоматического управления дискретно-аргументными системами : диссертация … доктора физико-математических наук : 01.01.11 / АН СССР. ВНИИ системных исследований. — Липецк, 1989. — 296 с.

Основатель и руководитель научной школы «Алгебраические методы прикладной математики и информатики в моделировании и управлении сложными распределёнными системами».
Умер в апреле 2023 года.

## Награды и премии
Заслуженный деятель науки РФ (1999).